# El Ateneo
El Ateneo fue la revista que editó el Real Ateneo Científico, Literario y Artístico de Vitoria entre 1870 y 1884.

## Historia
El Real Ateneo Científico, Literario y Artístico de Vitoria, fundado en 1866, «se proponía entre sus objetivos contribuir al mejoramiento de la cultura general». Con ese objetivo, fundó la revista El Ateneo, cuyo primer número se publicaría el 19 de abril de 1870. Se publicaba con una periodicidad quincenal: salía a la venta el 15 y el último día de cada mes.
Cuando se publicó el primer número ese 19 de abril de 1870, la institución atesoraba ya cuatro años de historia, y en la primera página se hace un balance de su trayectoria con las siguientes palabras: «Procedemos de una escuela que, viviendo ya cuatro años en la atmósfera letal que axfisia [sic] las instituciones de este género, ha conseguido el respeto de los hombres de todos los partidos, porque sus aulas, lejos de ser estrecho circo destinado a las aciagas luchas que alteran las conciencias y matan la armonía, han sido tranquilo palenque siempre abierto a todas las ideas y nuevo templo destinado a respetar el pensamiento humano. Procedemos, por fin, de una institución que ha creado en sus socios el arraigado convencimiento de que la lozana vida de hoy es el precedente histórico de días en que todos aúnen sus esfuerzos y todos coadyuven a la vida de los estudios filosóficos tan agostados y muertos por el asolador aliento de las pasiones políticas».
En esas mismas páginas, se explica también cuál es el propósito de la publicación, a saber: «A despertar, pues, en nuestra juventud el adormido amor de las letras y las ciencias, a dirigir las primeras miradas del hombre, que hoy principalmente se encaminan a tempestuosos horizontes, hacia las apacibles regiones del idealismo y del saber, a concentrar la mente reflexiva en estudios graves, que requieren el retiro de solitario gabinete, tienden nuestros propósitos y encaminamos una vez más nuestros esfuerzos». Y todavía añaden los autores: «Nacido este periódico del principio de asociación, en su vida y en sus acciones se han interesado personas distinguidas de todos los matices, de todas las profesiones y de todas las creencias, demostrando que bajo el cielo de las eúskaras [sic] montañas hay también quien se interesa por que abra los perfumados capullos de sus flores el árbol de la ciencia, cuyos tallos se muestran mustios y marchitos en esta época de glacial positivismo, tan llena de pasiones y de virtudes tan escasa».
El Ateneo se vio remplazado por la Revista de las Provincias Euskaras —a la que también dedicó sus esfuerzos la institución— entre 1878 y 1880. Luego retornó para volver a dejarse de publicar, ya definitivamente, en 1884. Años después, en 1913, la institución crearía otra revista, titulada Ateneo, sin el artículo. Se publicó, por lo menos, hasta 1921.